# Google Hangouts
Google Hangouts (abans conegut com a Google+ Hangouts)és una aplicació de missatgeria instantània i servei de veu per a mòbils de Google.
Es va crear per a substituir Google Talk i Google+ Messenger, unificant tots aquests serveis en una única aplicació.
Hangouts va ser anunciat el 15 de maig de 2013 a l'esdeveniment Google I/O per Vic Gundotra mentre feia la seva presentació sobre la nova imatge de Google+. Aquell mateix dia també es va anunciar que estaria disponible per a Android, iOS i Web (a través de Chrome i Google+).
El 9 de març de 2017, Google va anunciar que evolucionaria Hangouts en dos productes: Hangouts Meet i Hangouts Chat. Hangouts Meet es concentraria en videoconferències i Hangouts Chat se centraria en la missatgeria instantània.

## Característiques
Google Hangouts permet a l'usuari fer videoconferències de fins a 15 persones en la versió web i fins a 10 en la versió android. Durant les converses es poden enviar emojis i compartir fotografies, imatges gif, ubicació...